# Pau Cabanes
Cabanes  De la Torre est un nom espagnol. Le premier nom de famille, en général paternel, est Cabanes ; le second, en général maternel, souvent omis, est De la Torre.
Pour les articles homonymes, voir Cabanes.
Pau Cabanes de la Torre, né le 17 février 2005 à Borriana en Espagne, est un footballeur espagnol qui évolue au poste d'avant-centre au Villarreal CF.

## Biographie

### En sélection
En février 2024, il est appelé avec l'équipe d'Espagne des moins de 19 ans pour deux matchs amicaux. Il doit cependant quitter le groupe à la suite d'une blessure et ne participe pas à ces matchs.

## Statistiques

### En club
| Saison                | Club                    | Championnat           | Championnat | Championnat | Championnat | Coupe(s) nationale(s) | Coupe(s) nationale(s) | Coupe(s) nationale(s) | Total | Total | Total |
| Saison                | Club                    | Division              | M.          | B.          | P.d.        | M.                    | B.                    | P.d.                  | M.    | B.    | P.d.  |
| 2022-2023             | CD Roda                 | Tercera Federación    | 1           | 0           | -           | -                     | -                     | -                     | 1     | 0     | 0     |
| 2023-2024             | Villarreal CF C         | Tercera Federación    | 14          | 4           | -           | -                     | -                     | -                     | 14    | 4     | 0     |
| 2023-2024             | Villarreal CF B         | Liga 2                | 2           | 0           | 0           | -                     | -                     | -                     | 2     | 0     | 0     |
| 2024-2025             | Villarreal CF B         | Primera Federación    | 11          | 2           | 1           | -                     | -                     | -                     | 11    | 2     | 1     |
| Sous-total            | Sous-total              | Sous-total            | 13          | 2           | 1           | -                     | -                     | -                     | 13    | 2     | 1     |
| 2024-2025             | Villarreal CF           | Liga                  | 10          | 1           | 1           | 2                     | 1                     | 0                     | 12    | 2     | 1     |
| 2024-2025             | Deportivo Alavés (prêt) | Liga                  | 1           | 0           | 0           | 0                     | 0                     | 0                     | 1     | 0     | 0     |
| Total sur la carrière | Total sur la carrière   | Total sur la carrière | 39          | 7           | 2           | 2                     | 1                     | 0                     | 41    | 8     | 2     |